# Guillaume Ducat
Pour les articles homonymes, voir Ducat (homonymie).
Pas d'image ? Cliquez ici

a Compétitions nationales et continentales officielles uniquement.

b Matchs officiels uniquement.
Dernière mise à jour le 26 août 2023.
Guillaume Ducat, né le 25 mai 1996 à Tarbes, est un joueur international français de rugby à XV qui joue au poste de deuxième ligne au Castres olympique.

## Carrière

### Jeunesse et formation
Guillaume Ducat débute le rugby à l'âge de sept ans dans sa ville natale avec le Tarbes Pyrénées rugby. Il évolue pour le club bigourdan jusqu'à sa première année espoirs. En 2015, il rejoint le centre de formation de l'Aviron bayonnais. Il est également passé par le pôle fédéral espoirs de Bayonne et le pôle France de Marcoussis.

### Carrière en club
Guillaume Ducat joue son premier match avec l'équipe professionnelle de l'Aviron bayonnais en mai 2016 face à l'AS Béziers Hérault lors de la saison 2015-2016 de Pro D2.
La saison suivante, en 2016-2017, il fait quelques apparitions en Top 14 (5 matchs) mais évolue essentiellement en Challenge européen; en y faisant tous les matchs jusqu'à l'élimination de Bayonne.
Il retrouve la Pro D2 pour la saison 2018-2019 où il fait 19 apparitions dont 7 en tant que titulaire. Mais en février 2019, lors de la réception de Béziers au Stade Jean-Dauger, il se rompt les ligaments croisés du genou droit, et connaît une absence d'une durée de neuf mois. Loin des terrains, il est tout de même champion de France de Pro D2 en 2019 avec l'Aviron bayonnais.
Il fait son retour à la compétition le 9 novembre 2019 lors de la 9e journée de Top 14 et la réception de la Section paloise, Il ne joue que neuf matchs lors de cette saison, en raison de l'arrêt des championnats à cause de la pandémie de Covid-19.
Durant la saison 2020-2021, il joue 18 matchs mais il voit l'Aviron bayonnais descendre en Pro D2 après sa défaite en match de barrage d'accession face au Biarritz olympique aux tirs au but.
En juin 2021, il s'engage pour trois saisons avec la Section paloise. Le 9 octobre 2021, lors du match face au Stade toulousain, il se blesse au genou gauche. Il souffre d'une rupture des ligaments croisés du genou gauche. Il est indisponible pour le reste de la saison 2021-2022.
Guillaume Ducat fait son retour à la compétition le 3 septembre 2022, lors de la victoire paloise 16 à 14, face à l'USA Perpignan pour le compte de la 1e journée de la saison 2022-2023 de Top 14,. Durant cette saison, il dispute 17 matchs de Top 14 et un match de Challenge Cup.

### Carrière internationale
Guillaume Ducat a dans un premier temps évolué avec l'équipe de France des moins de 17 ans.
Le 16 février 2020, l'Aviron bayonnais annonce qu'il est convoqué en équipe de France, pour remplacer Cyril Cazeaux, blessé, lors du Tournoi des Six Nations 2020. Il ne joue cependant aucun match. Il est ensuite de nouveau convoqué en automne, pour la finale de la Coupe d'automne des nations contre l'Angleterre à Twickenham. Il connaît sa première cape à cette occasion, lorsqu'il remplace Baptiste Pesenti en seconde période. Les Français s'inclinent cependant après prolongation, sur le score de 22 à 19,.

## Statistiques

### En club
| Saison                     | Club                       | Championnat | Championnat | Championnat | Coupe d'Europe                         | Coupe d'Europe                         | Coupe d'Europe                         |
| Saison                     | Club                       | Compétition | Matches     | Essais      | Compétition                            | Matches                                | Essais                                 |
| -------------------------- | -------------------------- | ----------- | ----------- | ----------- | -------------------------------------- | -------------------------------------- | -------------------------------------- |
| 2015-2016                  | Aviron bayonnais           | Pro D2      | 1           | -           | Pas de qualification en Coupe d'Europe | Pas de qualification en Coupe d'Europe | Pas de qualification en Coupe d'Europe |
| 2016-2017                  | Aviron bayonnais           | Top 14      | 5           | -           | Challenge européen                     | 6                                      | -                                      |
| 2017-2018                  | Aviron bayonnais           | Pro D2      | 19          | -           | Pas de qualification en Coupe d'Europe | Pas de qualification en Coupe d'Europe | Pas de qualification en Coupe d'Europe |
| 2018-2019                  | Aviron bayonnais           | Pro D2      | 17          | 1           | Pas de qualification en Coupe d'Europe | Pas de qualification en Coupe d'Europe | Pas de qualification en Coupe d'Europe |
| 2019-2020                  | Aviron bayonnais           | Top 14      | 9           | -           | Challenge européen                     | 1                                      | -                                      |
| 2020-2021                  | Aviron bayonnais           | Top 14      | 18          | 1           | Challenge européen                     | 1                                      | -                                      |
| Sous-total Bayonne         | Sous-total Bayonne         | Pro D2      | 37          | 1           | Challenge Européen                     | 8                                      | 0                                      |
| Sous-total Bayonne         | Sous-total Bayonne         | Top 14      | 32          | 1           | Challenge Européen                     | 8                                      | 0                                      |
| 2021-2022                  | Section paloise            | Top 14      | 4           | -           | Challenge européen                     | -                                      | -                                      |
| 2022-2023                  | Section paloise            | Top 14      | 17          | -           | Challenge Cup                          | 1                                      | -                                      |
| 2023-2024                  | Section paloise            | Top 14      | 1           | -           | Challenge Cup                          | -                                      | -                                      |
| Sous-total Section paloise | Sous-total Section paloise | Top 14      | 22          | 0           | Challenge européen/Cup                 | 1                                      | 0                                      |

### Internationales
Au 13 novembre 2022, Guillaume Ducat compte une sélection en équipe de France.
| Année | Compétition                 | Matchs | Points | Essais |
| ----- | --------------------------- | ------ | ------ | ------ |
| 2020  | Coupe d'automne des nations | 1      | -      | -      |
| Total | Total                       | 1      | 0      | 0      |

## Palmarès

### En club
- Aviron bayonnais
  - Vainqueur du Championnat de France de Pro D2 en 2019

### En sélection nationale
- France
  - Finaliste de la Coupe d'automne des nations en 2020